# یوری اودونیان
یوری کارنی اودونیان (روسی: Юрий Каренович Удунян؛ زادهٔ ۲۵ اوت ۱۹۹۴ در مخاچ‌قلعه) بازیکن فوتبال در پست هافبک/مدافع ارمنی‌تبار اهل روسیه است.
وی نخستین بازی حرفه‌ای خویش را در لیگ حرفه‌ای فوتبال روسیه در ترکیب باشگاه فوتبال آنژی-۲ مخاچ‌قلعه در مقابل باشگاه فوتبال آلانیا ولادی‌قفقاز در تاریخ ۱۲ اوت ۲۰۱۴ و نخستین بازی خویش را در لیگ برتر فوتبال روسیه در ترکیب باشگاه فوتبال آنژی مخاچ‌قلعه در مقابل باشگاه فوتبال یوژنو-ساخالینسک ساخالین در تاریخ ۳۰ مه ۲۰۱۵ انجام داده‌است.

## باشگاهی
از باشگاه‌هایی که در آن بازی کرده‌است می‌توان به باشگاه فوتبال آنژی مخاچ‌قلعه اشاره کرد.